# Kristian Krefting
Kristian Krefting (Oslo, 9 febbraio 1891 – Londra, 13 aprile 1964) è stato un calciatore norvegese, di ruolo attaccante. Praticò anche il bandy.

## Carriera

### Club
Krefting giocò nel Lyn Oslo, con cui vinse 2 edizioni consecutive della Norgesmesterskapet.

### Nazionale
Conta 5 presenze per la Norvegia. Esordì il 17 settembre 1911, nella sconfitta per 4-1 contro la Svezia. Partecipò ai Giochi della V Olimpiade.